# Gynostemma
Gynostemma es un género con 29 especies de plantas con flores perteneciente a la familia Cucurbitaceae. 

## Especies seleccionadas
| - Gynostemma aggregatum C.Y.Wu & S.K.Chen - Gynostemma angustipetala Craib - Gynostemma blumei Hassk. - Gynostemma burmanica King ex Chakrav. - Gynostemma pentaphyllum (Thunb.) Makino |

## Sinonimia
- Enkylia Griff., Pestalozzia Zoll. & Moritzi